# Philadelphia Flyers
Bei den Philadelphia Flyers (IPA: [ˌfɪləˈdɛlfiə flaɪɚs]) handelt es sich um ein professionelles US-amerikanisches Eishockeyfranchise aus der National Hockey League (NHL). Das Franchise wurde am 5. Juni 1967 in Philadelphia im US-Bundesstaat Pennsylvania gegründet und nahm zum Beginn der Saison 1967/68 den Spielbetrieb auf. Die Teamfarben sind Orange, Schwarz und Weiß.
Die Flyers tragen ihre Heimspiele im Wells Fargo Center aus und gingen aus der großen Erweiterung der Liga vor der Saison 1967/68 hervor, als die Teilnehmerzahl von sechs auf zwölf aufgestockt wurde. Nachdem sich das Team schnell in der Liga etabliert hatte, gewann es Mitte der 1970er Jahre zweimal den prestigeträchtigen Stanley Cup. In dieser Zeit wurde aufgrund der harten Spielweise der Mannschaft auch der Spitzname „Broad Street Bullies“ geprägt. Trotz mehrerer Finalteilnahmen und guter Resultate in den folgenden Jahren konnten die Flyers die Titelgewinne der Anfangsjahre nicht wiederholen.

## Geschichte

### Gründung (1965–1967)

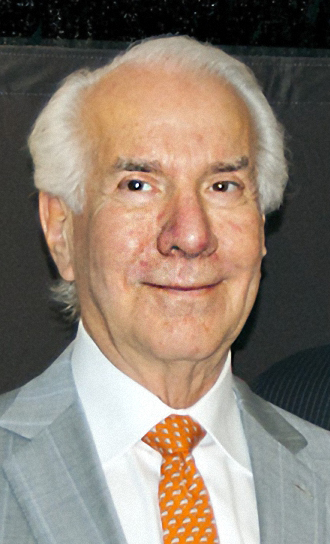
Edward Malcolm Snider (1933–2016), Mitbegründer der Philadelphia Flyers

Bis 1967 bestand die NHL aus nur sechs Franchises, den sogenannten „Original Six“. Zwecks Abschlusses eines landesweiten Fernsehvertrags in den Vereinigten Staaten sowie um die größer werdende Konkurrenz durch die Western Hockey League einzudämmen, beschlossen die verantwortlichen NHL-Funktionäre am 11. März 1965 eine Erweiterung der Liga um sechs zusätzliche Franchises mit Beginn der Saison 1967/68. Interessenten mussten sich beim geschäftsführenden NHL-Aufsichtsrat (NHL Board of Governors) mittels einer Präsentation um die Gewährung einer Lizenz bewerben.
Seit dem Besuch eines NHL-Spiels der New York Rangers gegen die Montréal Canadiens im Madison Square Garden Anfang der 1960er Jahre war der US-amerikanische Unternehmer Edward Malcolm Snider vom hohen Beliebtheitspotenzial des in den Vereinigten Staaten zum damaligen Zeitpunkt noch recht wenig verbreiteten Eishockeysports überzeugt. Deshalb beschloss der 1964 zum stellvertretenden Vorstandsvorsitzenden und Schatzmeister der Washington Redskins ernannte und damit als Sportfunktionär sowie Mitbesitzer eines professionellen Sportvereins bereits erfahrene Snider, eine Lizenz für die Gründung eines neuen NHL-Franchises in Philadelphia zu beantragen. Zwecks Finanzierung seines Vorhabens bildete Snider 1965 gemeinsam mit dem damaligen Besitzer der Philadelphia Eagles Jerry Wolman, dem Investmentbanker William Putnam sowie seinem als Bauunternehmer tätigen Schwager Jerome Schiff ein Investorenteam.
Wolman und Putnam präsentierten am 8. Februar 1966 im New Yorker St. Regis Hotel dem NHL-Ligaerweiterungsausschuss (NHL Expansion Committee) Sniders Pläne, die den Bau eines modernen Eishockeystadions mit einer Kapazität von mindestens 15.000 Sitzplätzen umfassten. Überdies stellten Wolman und Putnam eine das hohe Zuschauerpotenzial des Großraums Philadelphia betonende Machbarkeitsstudie vor. Tags darauf erhielt Putnam telefonisch die Zusage vom Vorsitzenden des NHL-Ligaerweiterungsausschusses William M. Jennings. Noch am gleichen Tag gab Snider zusammen mit Bürgermeister James Hugh Joseph Tate auf einer Pressekonferenz im Rathaus von Philadelphia die bevorstehende Gründung eines NHL-Franchises sowie den Bau eines neuen Eishockeystadions im Stadtgebiet bekannt. Bei gleicher Gelegenheit stellte Snider die zukünftigen Teamfarben Schwarz, Weiß und Orange sowie das bis heute unveränderte Vereinsemblem der Öffentlichkeit vor. Kurz darauf verpflichtete Snider den 42-jährigen Kanadier Norman Robert Poile als General Manager. Das Traineramt übernahm der 43-jährige Kanadier Keith Allen. Außerdem erfolgte die Eröffnung einer Geschäftsstelle im Life of Pennsylvania Building im Stadtzentrum. Im Rahmen eines im Juli 1966 öffentlich ausgetragenen Wettbewerbs entschied sich die Jury für den Vorschlag des neunjährigen Alec Stockard, dem neuen NHL-Franchise den Namen „Philadelphia Flyers“ zu geben.
Im Frühjahr 1967 stieß Sniders Gründungsprojekt beim Aufbringen der von der NHL geforderten Lizenzgebühr in Höhe von zwei Millionen US-Dollar erstmals auf ernsthafte Probleme. Geplant war, den Aktienbesitz und damit das finanzielle Risiko unter Putnam (25 Prozent), Wolman, Schiff, Snider (jeweils 22 Prozent) sowie zahlreichen Kleinaktionären (9 Prozent) aufzuteilen. Als der in eine finanzielle Notlage geratene Wolman jedoch Ende Mai aus dem Investorenteam ausschied, musste sich Snider hoch verschulden und die Rundfunkübertragungsrechte der ersten drei Spielzeiten für 375.000 US-Dollar an die Kaiser Broadcasting Corporation verkaufen, um Wolmans Aktienpaket sowie dessen vorgesehenen Anteil von einer Million US-Dollar an der Lizenzgebühr übernehmen zu können. Der gleichzeitige Erwerb eines Anteilsbesitzes von 16 Prozent aus Schiffs Aktienpaket machte Snider mit insgesamt 60 Prozent zum Mehrheitsaktionär. Obendrein gelang es Snider, anstelle der Kleinaktionäre mit dem Getränkegroßhändler Joe Scott einen weiteren finanzkräftigen Unternehmer als Großaktionär mit einem Anteilsbesitz von 15 Prozent, der auch die restlichen 6 Prozent aus Schiffs Aktienanteil umfasste, für das Projekt zu gewinnen. Mit Scotts Einbezug verbesserten sich die Kreditwürdigkeit sowie Liquidität der nunmehr aus Snider, Putnam und Scott bestehenden Eigentümergruppe erheblich.
Die geforderten zwei Millionen US-Dollar überwies Snider am 5. Juni 1967 wenige Stunden vor Ablauf der Zahlungsfrist telegrafisch, nachdem ein mehrstündiger Stromausfall an der Ostküste beinahe das ganze Vorhaben noch zum Scheitern gebracht hätte. Dieser Tag gilt als Gründungsdatum der Philadelphia Flyers.

### Die frühen Jahre und Stanley-Cup-Siege (1967–1976)
Die Flyers waren zusammen mit den Pittsburgh Penguins, St. Louis Blues, Los Angeles Kings, California Seals und den Minnesota North Stars Teil der NHL-Ligaerweiterung von 1967, durch die die seit 1942 bestehende Ära der „Original Six“ beendet wurde. Jedoch blieb der größte Anteil der guten Spieler bei diesen sechs Veteranenteams, und die neuen Teams hatten es schwer. Dies änderte sich für die Flyers, als 1969 Bobby Clarke gedraftet wurde. Um ihn herum wurde ein physisches Team gebildet, das bald darauf auch den Spitznamen Broad Street Bullies (benannt nach der Halle für Heimspiele, das an der Broad Street liegt) erhielt. Mit diesem Team gewannen die Flyers den Stanley Cup in den Jahren 1974 und 1975 zweimal in Folge und wurden somit das erste Team aus der Erweiterung des Jahres 1967, das eine Meisterschaft gewann.
Ebenfalls als herausragende sportliche Leistung zu beachten ist die Leistung von Torhüter Bernie Parent, der in der Saison 1973/74 47 Siege in 73 Spielen einfuhr und damit einen Rekord aufstellte, der nur durch eine verlängerte Saison und Einführung von Verlängerungen in Saisonspielen 2006 von Martin Brodeur und Roberto Luongo jeweils überboten werden konnte. Parent hatte aber im Vergleich immer noch einen geringeren Gegentorschnitt und eine bessere Fangquote. Parent erhielt die Vezina Trophy als bester Torhüter der Saison und die Conn Smythe Trophy als bester Spieler der Playoffs in beiden Meisterschaftsspielzeiten.
Im Jahr auf den zweiten Titel folgend kam das sowjetische Nationalteam zu Besuch nach Amerika und spielte Freundschaftsspiele gegen Teams aus der NHL. Ein Spiel gegen die Flyers wurde für den 11. Januar 1976 angesetzt, und bis zu diesem Datum konnte kein NHL-Klub die Sbornaja besiegen. Allerdings waren die Russen nicht auf die raue Spielweise der Flyers eingestellt und verließen mitten im ersten Drittel aus Protest das Eis, nachdem Ed Van Impe ihren Top-Spieler Valeri Kharlamov so stark checkte, dass dieser über eine Minute nicht mehr aufstehen könnte. Die Russen kehrten nach kurzer Zeit zurück, verloren aber mit 1:4. In der laufenden Saison stellten die Flyers zwar Vereinsrekorde für gewonnene Spiele sowie erreichte Punkte auf und qualifizierten sich erneut für das Finale um den Stanley Cup, verloren jedoch gegen die Montréal Canadiens. Trotzdem erhielt Stürmer Reggie Leach die Conn Smythe Trophy. Im selben Jahr erhielt Bobby Clarke auch seine dritte Hart Memorial Trophy als bester Spieler der abgelaufenen Saison. Diese hatte er bereits 1973 und 1975 erhalten.

### Erfolglose Teilnahmen am Stanley Cup Finale und sportliche Rückschläge (1976–1991)
Die nächsten Jahre sahen eher schlecht aus, als die Ära der Bullies zu Ende ging. Der gefürchtete Enforcer Dave Schultz wurde zu den Los Angeles Kings transferiert und Parent klagte über chronische Rückenprobleme. Schließlich musste er seine Karriere beenden, nachdem er eine Augenverletzung erlitten hatte, als ihn ein Schläger durch die Torhütermaske traf. Auch Trainer Fred Shero, der das Team zu beiden Meistertiteln geführt hatte, wurde ausgewechselt. Zwar spielten die Flyers erneut um den Stanley Cup im Jahre 1980, verloren aber gegen die damals dominierenden New York Islanders, geführt von Mike Bossy. In der Zwischenzeit waren zahlreiche neue Spieler wie Dave Poulin, Tim Kerr, Mark Howe und Rick Tocchet ins Team gekommen, jedoch konnten die Flyers auch 1985 den Cup nicht gewinnen, als sie gegen Wayne Gretzky und die Edmonton Oilers antraten. Die Saison 1985/86 wurde überschattet vom tragischen Tod des Star-Torhüters Pelle Lindbergh, der einen Monat nach Saisonbeginn mit dem Auto verunglückte. Er war nur Monate zuvor mit der Vezina Trophy ausgezeichnet worden.
1987 traten die Flyers erneut gegen die Oilers mit Gretzky und Mark Messier im Stanley-Cup-Finale an. Die Serie ging bis ins siebte Spiel und trotz der Niederlage wurde Philadelphias Schlussmann Ron Hextall zum besten Spieler der Playoffs gewählt. 1990 begann eine längere Misere für die Flyers, als sie sich zum ersten Mal seit 17 Jahren nicht für die Playoffs qualifizierten. Sie erhofften dies zu ändern, indem sie im NHL Entry Draft 1991 den hoch angesehenen Eric Lindros von den Québec Nordiques erwarben. Die Nordiques erhielten in diesem Tauschgeschäft Ron Hextall, Mike Ricci, Steve Duchesne, Kerry Huffman, Chris Simon, die Rechte an Peter Forsberg, zwei Erstrunden-Draftpicks für die Jahre 1993 sowie 1994 und 15 Millionen US-Dollar. Damit erwarben die Nordiques die Grundlagen, die ihnen zum Gewinn des Stanley Cup nach dem Umzug nach Denver und der Umbenennung in Colorado Avalanche verhalfen.

### Erster Lockout und Rückkehr in die Stanley Cup Finals (1991–2004)
Trotz des Eintreffen von Lindros folgten diverse Trainer- und Management-Wechsel, bevor sich die Flyers wieder unter der neuen Führung von Bobby Clarke als General Manager und Terry Murray als Trainer stabilisierten. Clarke erwarb durch einen Transfer in der wegen Gewerkschaftsstreitigkeiten verkürzten Saison 1994/95 unter anderem John LeClair sowie Éric Desjardins von den Montréal Canadiens und holte Ron Hextall zurück ins Team. Eine neue Sturmreihe wurde mit Lindros, LeClair und Mikael Renberg gebildet. Aufgrund ihrer physischen Spielweise wurde die Reihe als Legion of Doom bekannt. Lindros wurde zum besten Spieler der Saison gewählt, die Flyers verloren aber die Spiele um die Stanley-Cup-Teilnahme gegen die New Jersey Devils. 1997 spielten die Flyers erneut um den Stanley Cup, wurden aber von den Detroit Red Wings mit 0:4 geschlagen.
Das Ende der 1990er Jahre war für Philadelphia geprägt durch interne Streitigkeiten und eine Reihe von Gehirnerschütterungen, die Lindros erlitt. Die Flyers blieben aber weiterhin ein Team, mit dem zu rechnen war. Der verletzungsanfällige Lindros wurde 2001 zu den New York Rangers transferiert. Trotz anhaltender Playoff-Teilnahmen erzielten die Flyers aber keine großen Erfolge. Die beste Saison nach dem Jahrtausendwechsel sollte die Spielzeit 2003/04 sein, in der Keith Primeau unter Hilfe von Spielern wie Desjardins, Jeremy Roenick und Simon Gagné die Flyers in das siebte und entscheidende Spiel des Eastern Conference Finals führen sollte, wo sie aber den Tampa Bay Lightning unterlagen. Primeau erlitt während der Playoffs mehrere Gehirnerschütterungen und trotz des Durchhaltevermögens, das er bewiesen hatte, markierte dies das Ende seiner Karriere.

### Nach dem Lockout (seit 2005)
Nach der wegen Streitigkeiten zwischen der Spielergewerkschaft und der Liga entfallenen Saison 2004/05, schien es glatt für die Flyers zu laufen, jedoch wurden die Fans schwer enttäuscht, als in der Jubiläumssaison 2006/07 der Verein das schlechteste Ergebnis in der NHL und in der Vereinsgeschichte verbuchte. Das Team war gebrandmarkt von schlechten Leistungen des gesamten Kaders, und auch die vorherigen Amtshandlungen von General Manager Bob Clarke schienen keine Aussicht auf Besserung zu bieten. Einige Meinungen wurden laut, dass Clarke einfach die Liga-Beschlüsse, die aus der entfallenen Saison ergingen und ein schnelleres Spiel bevorzugen sollten, unterschätzte. Clarke wurde kurzfristig entlassen und durch Paul Holmgren ersetzt, der als erste Amtshandlung Trainer Ken Hitchcock feuerte. Holmgren begann das Team zu überarbeiten. Junge Spieler wie Jeff Carter und Mike Richards waren bereits vorhanden, und zusätzliche Transaktionen bauten das Team weiter aus. Unter anderem wurden der junge Verteidiger Braydon Coburn und Torhüter Martin Biron ins Team geholt. Die Meisterleistung zeigte Holmgren allerdings in zwei Tauschgeschäften mit den Nashville Predators. Zur Trade Deadline wurde der verletzungsgeplagte Peter Forsberg gegen die jungen Spieler Scottie Upshall und Ryan Parent sowie der Erstrunden-Draftpick der Predators getauscht. Nachdem die Saison beendet war, wurde der erworbene Draftpick wieder an diese zurückgeschickt für die Rechte an Scott Hartnell und Kimmo Timonen, deren Verträge ausgelaufen waren.
Trotz der sportlich kläglichen Saison mussten die Flyers aber noch eine Niederlage einstecken, als das Lotterie-System den Chicago Blackhawks die erste Wahl im darauffolgenden Draft zusprach. Die Flyers erhielten jedoch die zweite Wahl und entschieden sich für James van Riemsdyk. Einen weiteren großen Fang machte Holmgren auf dem Free-Agent-Markt mit dem stark umworbenen Daniel Brière. Die Flyers waren wiedererstarkt und konnten in der ersten Runde der Playoffs die von Alexander Owetschkin geführten Washington Capitals in der Verlängerung des siebten Spiels bezwingen. Nach einem weiteren Sieg über die Montreal Canadiens zogen sie in das Conference-Finale ein. Dort scheiterten sie allerdings an den Pittsburgh Penguins.
Im Vergleich zum Vorjahr waren die Flyers im Sommer 2008 zurückhaltend mit den Kaderplanungen und nahmen kaum größere Änderungen vor. Die Saison 2008/09 begann mit sechs Niederlagen in Folge, doch die Resultate verbesserten sich bis Weihnachten deutlich. Die folgenden mittelmäßigen Leistungen in den folgenden Monaten der regulären Saison zogen sich auch in die Playoffs. Dort scheiterten die Flyers in der ersten Runde, abermals an den Pittsburgh Penguins. In der Saison 2009/10 erreichten die Flyers unter dem neuen Trainer Peter Laviolette die Finalspiele um den Stanley Cup, verloren allerdings in sechs Spielen gegen die Chicago Blackhawks. Zuvor hatte das Team in der zweiten Runde die Boston Bruins in sieben Partien bezwungen, nachdem die Flyers nach drei Begegnungen bereits mit 0:3-Siegen in Rücklage geraten waren. Erst zum dritten Mal in der NHL-Historie gelang es einem Team, nach einem solchen Serienrückstand zu siegen.

## Spielstätten

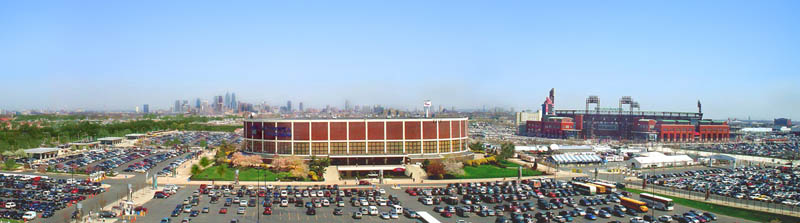
Das Spectrum, von 1967 bis 1996 Heimat der Flyers

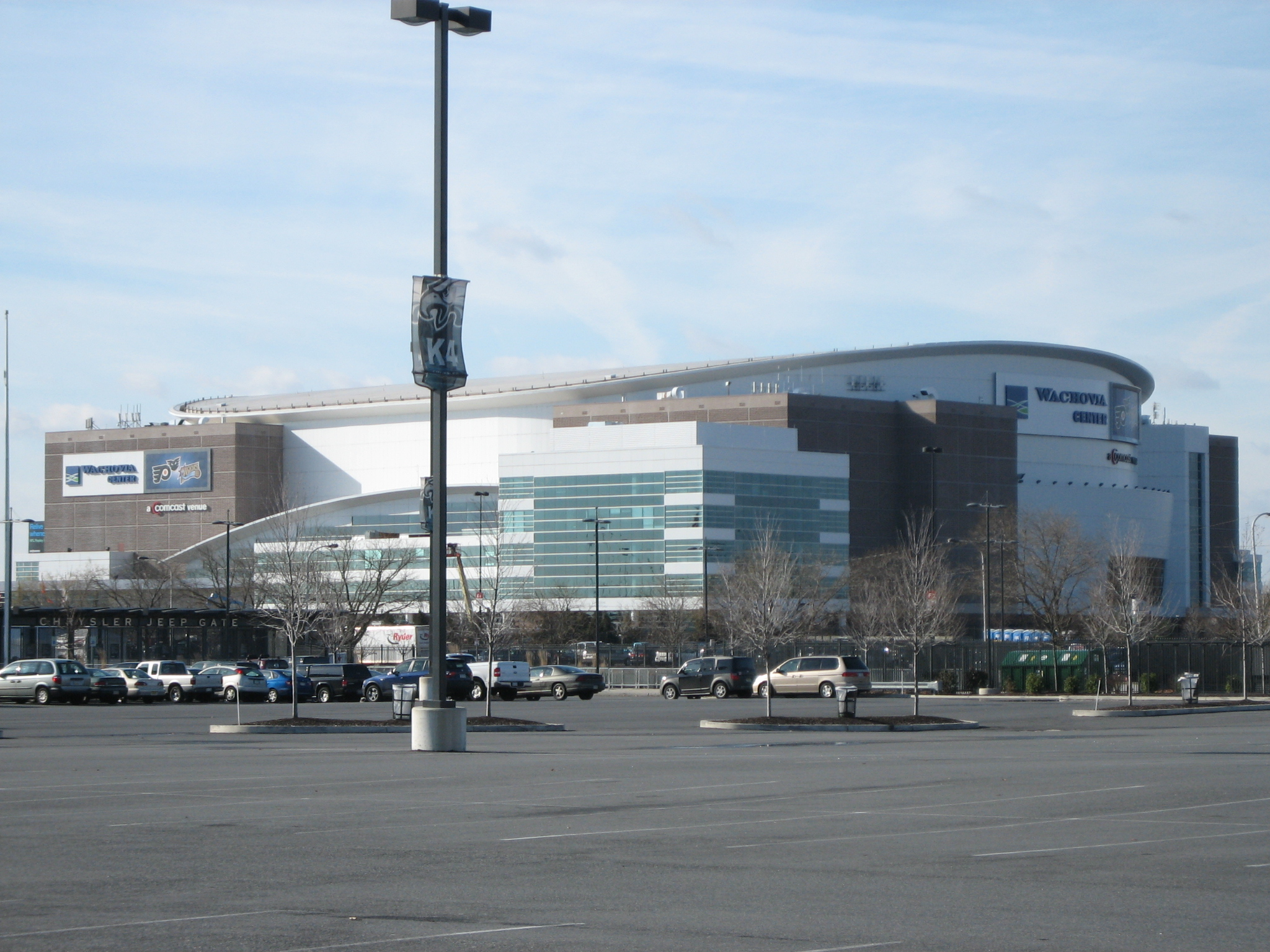
Das Wells Fargo Center (ehemals Wachovia Center), die aktuelle Spielstätte

Die Flyers tragen ihre Heimspiele seit 1996 im Wachovia Center aus, einer 19.519 Zuschauer fassenden Multifunktionsarena. Die Halle wurde in Anlehnung an die alte Spielstätte unter dem Namen The Spectrum II geplant, zur Eröffnung hieß sie CoreStates Center. Die CoreStates Financial Corporation sicherte sich die Namensrechte für 21 Jahre und zahlte dafür 40 Millionen US-Dollar. Die First Union Corporation übernahm 1998 CoreStates, und so wurde auch das Stadion in First Union Center umbenannt. Nur fünf Jahre später wurde auch First Union übernommen, wodurch sie in den Besitz von Wachovia überging, die ihren Namen in den Hallennamen einbrachten. Die Namensrechte galten zunächst bis 2017. Die Finanzkrise 2008 könnte zu einer erneuten Umbenennung führen, da Wachovia in finanzielle Schwierigkeiten geriet und als Übernahmekandidat gehandelt wird. Seit 2010 heißt die Arena Wells Fargo Center.
Von 1967 bis 1995 spielte der Klub im 1966 eröffneten Spectrum, das bei Eishockeyveranstaltungen eine Kapazität von 15.569 Plätzen bot. Das Spectrum befand sich an der Broad Street. In den 1970er Jahren hatten die mit viel Körpereinsatz spielenden Flyers den Spitznamen „Broad Street Bullies“. Bei der Planung einer neuen Arena machten sich die Verantwortlichen die gute Infrastruktur des Spectrums und des nahe gelegenen John F. Kennedy Stadium zunutze und wählten einen Bauplatz in unmittelbarer Nähe aus. Die Flyers teilten sich seit jeher die Halle mit den Philadelphia 76ers aus der National Basketball Association und den Philadelphia Wings aus der National Lacrosse League.

## Besonderheiten
Die Flyers sind seit Anfang der Siebziger als eines der groberen Teams der NHL verschrien und sollen sich oft Einschüchterungstaktiken bedienen. Die 1976er Flyers wurden deswegen z. B. in der Halloween-Folge Die Fahrt zur Hölle der Simpsons vom Teufel als Geschworene verpflichtet (Staffel 5; OT: Treehouse of Horror IV). Auch wurden die Fans der Flyers in einer Umfrage unter NHL-Spielern als das gefürchtetste Publikum eingestuft.
Am 5. März 2004, im Spiel zwischen den Philadelphia Flyers und Ottawa Senators, stellten beide Teams zusammen mit insgesamt 419 Strafminuten einen neuen Rekord für die meisten Strafzeiten in einem Spiel auf (213 für die Flyers, 203 für die Senators). Eine Massenschlägerei brach in den letzten zwei Minuten des Spiels aus. Es dauerte bis 90 Minuten nach dem Spiel, bis die Offiziellen alle Strafzeiten sortiert hatten. Nach der letzten Schlägerei hatten die Flyers noch sieben Spieler und die Senators sechs Spieler zur Verfügung. Die Schlägerei ging unter den Namen Flyers/Senators Brawl in die NHL-Geschichte ein.
Am 14. Mai 2010 gelang den Philadelphia Flyers im Halbfinale der Eastern Conference nach einem 0:3-Rückstand ein 4:3-Sieg über die Boston Bruins. Nach zunächst drei Niederlagen in Folge konnten die Flyers das Halbfinale ebenfalls mit 4:3 gewinnen. Damit gelang es den Flyers als bisher erst drittem Team nach einem 0:3-Rückstand in einer Playoff-Serie noch den Sieg zu erreichen. Zuvor war dies nur den Toronto Maple Leafs 1942 und den New York Islanders 1975 gelungen.

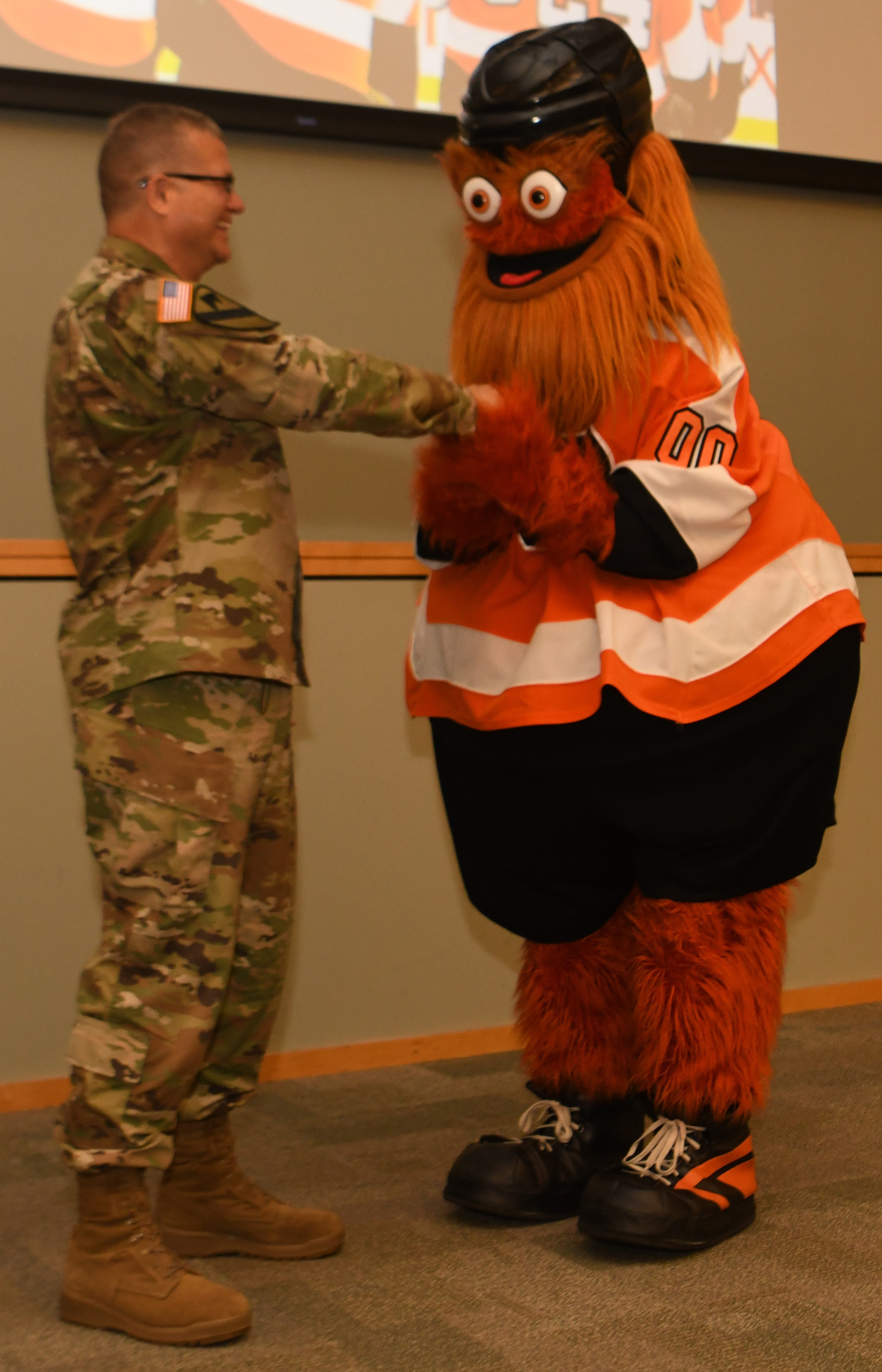
Gritty trifft einen Fan.

### Maskottchen
Das aktuelle Maskottchen der Philadelphia Flyers ist die Figur Gritty, die erstmals am 24. September 2018 vorgestellt wurde. Gritty ist etwa 2,1 m groß, wird von dem Team als „orangefarbenes, flauschiges Wesen“ beschrieben und trägt die Trikots des Teams. Im Gegensatz zu den sonst üblichen freundlich-positiven Maskottchen fällt Gritty immer wieder durch subversive und chaotische Aktionen auf, die Gritty zu großer Bekanntheit verholfen haben. So bedrohte Gritty bereits am Tag seiner Vorstellung den Lokalrivalen Pittsburgh Penguins auf Twitter. Gritty hat außerdem Flyers-Angestellte mit einer T-Shirt-Kanone beschossen und trat bei einem Flyers-Spiel als Flitzer ohne Hose oder Trikot auf. Gritty hat mehr als 300.000 Follower auf Twitter.
Gritty wird von Gruppen der radikalen Linken und der Antifa in den USA in Memes verwendet. Insbesondere zur US-Präsidentschaftswahl 2020 und zur Verkündung des Siegers Joe Biden gab es viele Memes und Reaktionen, die sich positiv auf die Wahl Bidens bezogen und dabei Gritty verwendeten.

## Erfolge und Ehrungen

### Sportliche Erfolge
| Stanley Cups              |                                                                        |
| Saison                    |                                                                        |
| 1973/74, 1974/75          |                                                                        |
| Conference Championships  | Saison                                                                 |
| Clarence S. Campbell Bowl | 1967/68, 1973/74, 1974/75, 1975/76, 1976/77, 1979/80                   |
| Prince of Wales Trophy    | 1984/85, 1986/87, 1996/97, 2009/10                                     |
| Division Championships    | Saison                                                                 |
| Western Division          | 1967/68, 1973/74                                                       |
| Patrick Division          | 1974/75, 1975/76, 1976/77, 1979/80, 1982/83, 1984/85, 1985/86, 1986/87 |
| Atlantic Division         | 1994/95, 1995/96, 1999/2000, 2001/02, 2003/04, 2010/11                 |

Die Flyers gewannen 1973/74 und 1974/75 die begehrte Meisterschaftstrophäe, den Stanley Cup. Sechs Mal – in den Spielzeiten 1975/76, 1979/80, 1984/85 1986/87, 1996/97 und 2009/10 – standen sie erfolglos im Finale.

### Individuelle Auszeichnungen
Bill Masterton Memorial Trophy: Bobby Clarks Auszeichnung war die erste Trophäe für einen Spieler der Flyers. Er erhielt diese, da er trotz Diabetes den Sprung in die NHL schaffte. Timm Kerr hatte ein Jahr mit Verletzungen und Krankheiten hinter sich, als er im Jahr darauf 88 Scorerpunkte erreichte.
- 1972 – Bobby Clarke
- 1989 – Tim Kerr
- 2011 – Ian Laperrière
- 2021 – Oskar Lindblom

Conn Smythe Trophy: Wertvollster Spieler in den Playoffs war bei beiden Stanley Cup Gewinnen der Flyers ihr Torwart Bernie Parent. Regie Leach ist bis heute der einzige Feldspieler, der die Trophäe gewann, ohne in den Reigen des später Stanley Cup Siegers zu stehen. Viermal gelang dies einem Torwart, mit Ron Hextall kam auch hier einer von den Flyers.
- 1974 – Bernie Parent
- 1975 – Bernie Parent
- 1976 – Reggie Leach
- 1987 – Ron Hextall

Frank J. Selke Trophy: Die Auszeichnung für den besten defensiven Angreifer erhielt sowohl Bobby Clarke wie auch Dave Poulin.
- 1983 – Bobby Clarke
- 1987 – Dave Poulin
- 2020 – Sean Couturier

Hart Memorial Trophy: In der großen Zeit der Flyers war Bobby Clarke dreimal MVP der NHL. Mit Eric Lindros wurde um die 20 Jahre später der Spieler ausgezeichnet, den man für den kommenden Superstar der NHL hielt.
- 1973 – Bobby Clarke
- 1975 – Bobby Clarke
- 1976 – Bobby Clarke
- 1995 – Eric Lindros

Jack Adams Award: Fred Shero war Trainer des ersten Expansion Teams, dem es gelang, gegen ein Team der Original Six den Stanley Cup zu gewinnen.
- 1974 – Fred Shero
- 1980 – Pat Quinn
- 1985 – Mike Keenan
- 2001 – Bill Barber

Lester B. Pearson Award: Wie bei der Hart Memorial Trophy war es auch hier nur Bobby Clarke und Eric Lindros vorbehalten diese Auszeichnung zu gewinnen.
- 1974 – Bobby Clarke
- 1995 – Eric Lindros

Maurice Richard Trophy: Erst seit 1999 wird diese Trophäe vergeben. Schon 1976 war Reggie Leach der bislang einzige Torschützenkönig der NHL, der aus den Reihen der Flyers kam.
- 1976 – Reggie Leach

NHL Plus/Minus Award: Die Trophäe für den Spieler mit dem besten Plus/Minus-Wert, ein Indikator für Offensiv- als auch Defensivqualitäten, wurde 1992 erstmals verliehen. Dieser Wert wird seit 1968 gemessen. Vier unterschiedliche Spieler haben neben den Flyers nur die Montreal Canadiens der Siegerliste, wobei die Flyers durch den zweifachen Sieger John LeClair hier knapp die Nase vorn haben.
- 1976 – Bobby Clarke
- 1980 – Jimmy Watson
- 1986 – Mark Howe
- 1997 – John LeClair
- 1999 – John LeClair

Roger Crozier Saving Grace Award: Vor der Einführung dieser Auszeichnung im Jahr 2000, führten Bob Froese und Ron Hextall diese Wertung an.
- 1986 – Bob Froese
- 1987 – Ron Hextall

Vezina Trophy: Pelle Lindbergh hatte diese Auszeichnung im Jahr seines tragischen Todes gewonnen. Zwei Jahre später schaffte Ron Hextall zumindest sportlich die Lücke zu schließen.
- 1974 – Bernie Parent
- 1975 – Bernie Parent
- 1985 – Pelle Lindbergh
- 1987 – Ron Hextall

William M. Jennings Trophy: Zweimal waren es Torwartduos der Flyers, die die wenigsten Gegentore in einer Saison zuließen.
- 1986 – Bob Froese & Darren Jensen
- 2003 – Roman Čechmánek & Robert Esche

NHL All-Rookie Team: Immer wieder brachten die Flyers einige der besten Neuling hervor. 2000 konnte man mit Brian Boucher und Simon Gagné sogar zwei Spieler in der Auswahl stellen.
- 1983 – Pelle Lindbergh
- 1984 – Thomas Eriksson
- 1987 – Ron Hextall
- 1993 – Eric Lindros
- 1994 – Mikael Renberg
- 1995 – Chris Therien
- 1997 – Janne Niinimaa
- 2000 – Brian Boucher
- 2000 – Simon Gagné
- 2004 – Joni Pitkänen
- 2016 – Shayne Gostisbehere
- 2025 – Matwei Mitschkow

### NHL All-Star Game-Nominierungen
Abkürzungen: GP = Spiele, G = Tore, A = Vorlagen,
Pts = Punkte
| Name          | von – bis | GP | G | A | Pts |
| Bobby Clarke  | 1970–1978 | 8  | 0 | 3 | 3   |
| Eric Lindros  | 1994–2000 | 6  | 3 | 2 | 5   |
| Bill Barber   | 1975–1982 | 6  | 2 | 1 | 3   |
| John LeClair  | 1996–2000 | 5  | 3 | 2 | 5   |
| Brian Propp   | 1980–1990 | 5  | 3 | 1 | 4   |
| Jimmy Watson  | 1975–1980 | 5  | 0 | 0 | 0   |
| Bernie Parent | 1969–1977 | 5  | – | – | –   |

Aus den Reihen der Flyers standen 40 Feldspieler und sechs Torhüter im Kader bei einem NHL All-Star-Game. Die Feldspieler kamen zu 90 Einsätzen, bei denen ihnen 26 Tore und 29 Vorlagen gelangen. Die Torhüter bringen zusätzlich noch zwölf Einsätze mit ein. Vier Rookies der Flyers standen im Kader des YoungStars Game, das von 2002 bis 2009 ausgetragen wurde.
Mit acht Teilnahmen für die Flyers ist Bobby Clarke der Spieler, der auf die meisten Teilnahmen in der Geschichte des Teams zurückblicken kann. Mit je sechs Punkten sind Mark Recchi und Rick Tocchet die erfolgreichsten Spieler.
Das erste All-Star-Game nach Aufnahme der Flyers in die NHL fand 1968 statt. Mit Léon Rochefort stand ein Spieler der Flyers im Kader. Erst beim All-Star-Game 1972 gelang Simon Nolet als erstem Spieler der Flyers ein Tor.
Mit Reggie Leach wurde 1980 ein Spieler der Flyers wertvollster Spieler des All-Star-Games. Von 1975 bis 1978 war Fred Shero viermal in Folge Trainer eines All-Star-Teams. 1981 betreute Pat Quinn das Auswahlteam, 1986 und 1988 durfte auch Mike Keenan an der Bande eines der All-Star-Teams stehen. Ken Hitchcock war 2003 und 2004 Assistenztrainer.
Beim 29. National Hockey League All-Star Game 1976 waren die Flyers Gastgeber des Events.
Außer den All-Star-Games gab es drei weitere Anlässe, bei dem die NHL ein All-Star-Team stellte. Bei der Summit Series 1972 war Bobby Clarke von den Flyers im Kader. Beim Challenge Cup 1979 wurden die Flyers von Bill Barber und erneut Bobby Clarke vertreten. Wie bei den ersten beiden Serien, war auch beim Rendez-vous ’87 die sowjetische Nationalmannschaft Gegner des NHL-Teams, das mit Dave Poulin antrat.

### Franchiserekorde
Im Folgenden werden ausgewählte Spielerrekorde des Franchise sowohl über die gesamte Karriere als auch über einzelne Spielzeiten aufgeführt.

#### Karriere
|                                   | Name            | Anzahl                                    |
| Meiste Spiele                     | Bobby Clarke    | 1.144 (in 15 Spielzeiten)                 |
| Meiste aufeinanderfolgende Spiele | Rod Brind’Amour | 484 (24. Februar 1993 bis 18. April 1999) |
| Meiste Tore                       | Bill Barber     | 420                                       |
| Meiste Vorlagen                   | Bobby Clarke    | 852                                       |
| Meiste Punkte                     | Bobby Clarke    | 1.210 (358 Tore + 852 Vorlagen)           |
| Meiste Strafminuten               | Rick Tocchet    | 1.817                                     |
| Meiste Shutouts                   | Bernie Parent   | 50                                        |

#### Saison
|                               | Name           | Anzahl                      | Saison          |
| Meiste Tore                   | Reggie Leach   | 61                          | 1975/76         |
| Meiste Vorlagen               | Bobby Clarke   | 89                          | 1974/75 1975/76 |
| Meiste Punkte                 | Mark Recchi    | 123 (53 Tore + 70 Vorlagen) | 1992/93         |
| Meiste Punkte als Rookie      | Mikael Renberg | 82 (38 Tore + 44 Vorlagen)  | 1993/94         |
| Meiste Punkte als Verteidiger | Mark Howe      | 82 (24 Tore + 58 Vorlagen)  | 1985/86         |
| Meiste Strafminuten           | Dave Schultz   | 472                         | 1974/75         |
| Meiste Siege als Torhüter     | Bernie Parent  | 47                          | 1973/74         |

## Trainer

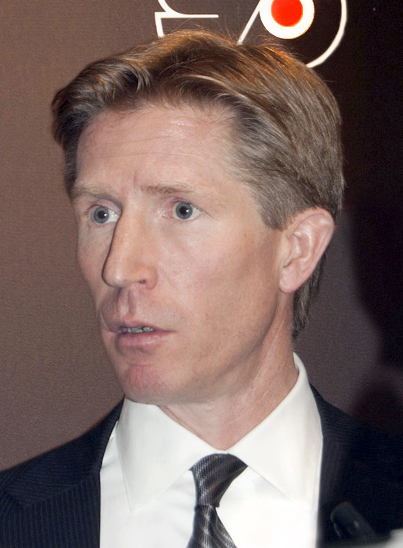
Dave Hakstol, von 2015 bis 2018 Cheftrainer der Philadelphia Flyers

Abkürzungen: GC = Spiele, W = Siege, L = Niederlagen, T = Unentschieden, OTL = Niederlagen nach
Overtime, Pts = Punkte, Pts % = Punktquote
| Name             | Saison            | Reguläre Saison | Reguläre Saison | Reguläre Saison | Reguläre Saison | Reguläre Saison | Reguläre Saison | Reguläre Saison | Playoffs | Playoffs | Playoffs |
| Name             | Saison            | GC              | W               | L               | T               | OTL             | Pts             | Win %           | GC       | W        | L        |
| Keith Allen      | 1967/68–1968/69   | 150             | 51              | 67              | 32              | —               | 134             | .340            | 11       | 3        | 8        |
| Vic Stasiuk      | 1969/70–1970/71   | 154             | 45              | 68              | 41              | —               | 131             | .292            | 4        | 0        | 4        |
| Fred Shero       | 1971/72–1977/78   | 554             | 308             | 151             | 95              | —               | 711             | .556            | 83       | 48       | 35       |
| Bob McCammon     | 1978/79           | 50              | 22              | 17              | 11              | —               | 55              | .440            | —        | —        | —        |
| Pat Quinn        | 1979/80–1980/81   | 262             | 141             | 73              | 48              | —               | 330             | .538            | 39       | 22       | 17       |
| Bob McCammon     | 1981/82–1983/84   | 168             | 97              | 51              | 20              | —               | 269             | .577            | 10       | 1        | 9        |
| Mike Keenan      | 1984/85–1987/88   | 320             | 190             | 102             | 28              | —               | 408             | .594            | 57       | 32       | 25       |
| Paul Holmgren    | 1988/89–1991/92*  | 264             | 107             | 126             | 31              | —               | 245             | .405            | 19       | 10       | 9        |
| Bill Dineen      | 1991/92*–1992/93  | 140             | 60              | 60              | 20              | —               | 140             | .429            | —        | —        | —        |
| Terry Simpson    | 1993/94           | 84              | 35              | 39              | 10              | —               | 80              | .417            | —        | —        | —        |
| Terry Murray     | 1994/95–1996/97   | 212             | 118             | 64              | 30              | —               | 266             | .557            | 46       | 28       | 18       |
| Wayne Cashman    | 1997/98*          | 61              | 32              | 20              | 9               | —               | 73              | .525            | —        | —        | —        |
| Roger Neilson    | 1997/98*–1999/00* | 185             | 92              | 57              | 33              | 3               | 220             | .497            | 29       | 14       | 15       |
| Craig Ramsay     | 1999/00*–2000/01* | 28              | 12              | 12              | 4               | 0               | 28              | .429            | —        | —        | —        |
| Bill Barber      | 2000/01*–2001/02  | 136             | 73              | 40              | 17              | 6               | 169             | .537            | 11       | 3        | 8        |
| Ken Hitchcock    | 2002/03–2006/07*  | 254             | 131             | 73              | 28              | 22              | 312             | .516            | 37       | 19       | 18       |
| John Stevens     | 2006/07*–2009/10* | 263             | 120             | 109             | —               | 34              | 277             | .527            | 23       | 11       | 12       |
| Peter Laviolette | 2009/10–2013/14*  | 272             | 145             | 98              | —               | 29              | 319             | .586            | 45       | 23       | 22       |
| Craig Berube     | 2013/14*–2014/15  | 161             | 75              | 58              | —               | 28              | 178             | .553            | 7        | 3        | 4        |
| Dave Hakstol     | 2015/16–2018/19*  | 277             | 134             | 101             | —               | 42              | 310             | .560            | 12       | 4        | 8        |
| Scott Gordon     | 2018/19*          | 51              | 25              | 22              | —               | 4               | 54              | .529            | —        | —        | —        |
| Alain Vigneault  | 2019/20–2021/22*  | 149             | 74              | 56              | —               | 19              | 167             | .560            | 16       | 10       | 6        |
| Mike Yeo         | 2021/22*          | 60              | 17              | 36              | —               | 7               | 41              | .342            | —        | —        | —        |
| John Tortorella  | 2022/23–2024/25*  | 237             | 97              | 107             | —               | 33              | 227             | .479            | —        | —        | —        |
| Brad Shaw        | 2024/25*          | 9               | 5               | 3               | —               | 1               | 11              | .611            | —        | —        | —        |
| Rick Tocchet     | seit 2025/26      |                 |                 |                 | —               |                 |                 |                 | —        | —        | —        |

* Wechsel während der laufenden Saison

## General Manager

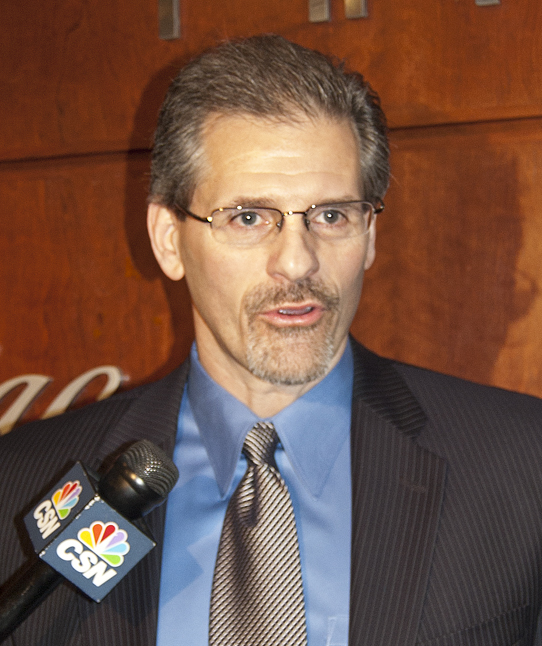
Ron Hextall, von 2014 bis 2018 General Manager der Philadelphia Flyers

| \| Name \| Saison \| \| Bud Poile \| 1967/68–1969/70* \| \| Keith Allen \| 1969/70*–1982/83 \| \| Bob McCammon \| 1983/84 \| \| Bobby Clarke \| 1984/85–1989/90 \| \| Russ Farwell \| 1990/91–1993/94 \| \| Bobby Clarke \| 1994/95–2006/07* \| \| Paul Holmgren \| 2006/07*–2013/14 \| \| Ron Hextall \| 2014/15–2018/19* \| \| Chuck Fletcher \| 2018/19*–2022/23* \| \| Daniel Brière \| seit 2022/23* \| * Wechsel während der laufenden Saison |                   |
| Name | Saison            |
| Bud Poile | 1967/68–1969/70*  |
| Keith Allen | 1969/70*–1982/83  |
| Bob McCammon | 1983/84           |
| Bobby Clarke | 1984/85–1989/90   |
| Russ Farwell | 1990/91–1993/94   |
| Bobby Clarke | 1994/95–2006/07*  |
| Paul Holmgren | 2006/07*–2013/14  |
| Ron Hextall | 2014/15–2018/19*  |
| Chuck Fletcher | 2018/19*–2022/23* |
| Daniel Brière | seit 2022/23*     |

## Spieler

### Kader der Saison 2024/25
Stand: 23. Juni 2025
| Nr. | Nat.               | Spieler             | Pos. | Geburtsdatum      | in Org. seit | Geburtsort                    |
| --- | ------------------ | ------------------- | ---- | ----------------- | ------------ | ----------------------------- |
| 33  | Schweden           | Samuel Ersson       | G    | 20. Oktober 1999  | 2021         | Falun, Schweden               |
| 82  | Russland           | Iwan Fedotow        | G    | 28. November 1996 | 2022         | Lappeenranta, Finnland        |
| 36  | Schweden           | Emil Andrae         | D    | 23. Februar 2002  | 2023         | Västervik, Schweden           |
| 9   | Kanada             | Jamie Drysdale      | D    | 8. April 2002     | 2024         | Toronto, Ontario, Kanada      |
| 55  | Finnland           | Rasmus Ristolainen  | D    | 27. Oktober 1994  | 2021         | Turku, Finnland               |
| 5   | Russland           | Jegor Samula        | D    | 30. März 2000     | 2018         | Tscheljabinsk, Russland       |
| 6   | Kanada             | Travis Sanheim      | D    | 29. März 1996     | 2014         | Elkhorn, Manitoba, Kanada     |
| 24  | Vereinigte Staaten | Nick Seeler         | D    | 3. Juni 1993      | 2021         | Eden Prairie, Minnesota, USA  |
| 8   | Vereinigte Staaten | Cam York            | D    | 5. Januar 2001    | 2021         | Anaheim, Kalifornien, USA     |
| 10  | Vereinigte Staaten | Bobby Brink         | RW   | 8. Juli 2001      | 2022         | Minnetonka, Minnesota, USA    |
| 27  | Vereinigte Staaten | Noah Cates          | LW   | 5. Februar 1999   | 2022         | Stillwater, Minnesota, USA    |
| 14  |                    | Sean Couturier – C  | C    | 7. Dezember 1992  | 2011         | Phoenix, Arizona, USA         |
| 44  | Kanada             | Nicolas Deslauriers | LW   | 22. Februar 1991  | 2022         | LaSalle, Québec, Kanada       |
| 71  | Kanada             | Tyson Foerster      | RW   | 18. Januar 2002   | 2020         | Alliston, Ontario, Kanada     |
| 19  | Vereinigte Staaten | Garnet Hathaway     | RW   | 23. November 1991 | 2023         | Naples, Florida, USA          |
| 11  | Kanada             | Travis Konecny – A  | C    | 11. März 1997     | 2016         | London, Ontario, Kanada       |
| 39  | Russland           | Matwei Mitschkow    | RW   | 9. Dezember 2004  | 2024         | Perm, Russland                |
| 22  | Kanada             | Jakob Pelletier     | LW   | 7. März 2001      | 2025         | Québec City, Québec, Kanada   |
| 74  | Kanada             | Owen Tippett        | RW   | 16. Februar 1999  | 2022         | Peterborough, Ontario, Kanada |
|     | Vereinigte Staaten | Trevor Zegras       | C    | 20. März 2001     | 2025         | Bedford, New York, USA        |

### Mannschaftskapitäne
| Jahr      | Name         |
| 1967–1968 | Lou Angotti  |
| 1968–1972 | Ed Van Impe  |
| 1972–1979 | Bobby Clarke |
| 1979–1980 | Mel Bridgman |
| 1980–1982 | Bill Barber  |
| 1982–1984 | Bobby Clarke |
| 1984–1990 | Dave Poulin  |
| 1990–1991 | Ron Sutter   |
| 1991–1992 | Rick Tocchet |
| 1992–1993 | kein Kapitän |

| Jahr      | Name            |
| 1993–1994 | Kevin Dineen    |
| 1994–2000 | Eric Lindros    |
| 2000–2002 | Éric Desjardins |
| 2002–2006 | Keith Primeau   |
| 2006–2007 | Peter Forsberg  |
| 2007–2008 | Jason Smith     |
| 2008–2011 | Mike Richards   |
| 2011–2013 | Chris Pronger   |
| 2013–2022 | Claude Giroux   |
| seit 2024 | Sean Couturier  |

In der Geschichte der Philadelphia Flyers gab es bisher 19 verschiedene Spieler, die das Amt des Mannschaftskapitäns bekleideten. Spitzenreiter mit rund zehn Jahren in dieser Funktion ist Bobby Clarke, unter dessen Ägide die Flyers auch ihre beiden Stanley-Cup-Siege errangen. Vom aus Schweden stammenden Peter Forsberg abgesehen, dienten bislang ausschließlich Kanadier als Mannschaftskapitäne des Teams. In der Saison 1992/93 blieb das Amt nach dem Weggang des amtierenden Spielführers Rick Tocchet für ein Jahr unbesetzt. Anschließend trug der kanadische Center Claude Giroux das „C“ auf der Brust, der bis 2022 in Philadelphia spielte. Erst 2024 trat dann Sean Couturier seine Nachfolge an.

### Mitglieder der Hockey Hall of Fame
| Name           | Aufnahmedatum | Position |
| Bill Barber    | 1990          | Spieler  |
| Bobby Clarke   | 1987          | Spieler  |
| Paul Coffey    | 2004          | Spieler  |
| Peter Forsberg | 2014          | Spieler  |
| Dale Hawerchuk | 2001          | Spieler  |
| Mark Howe      | 2011          | Spieler  |
| Eric Lindros   | 2016          | Spieler  |
| Adam Oates     | 2012          | Spieler  |
| Bernie Parent  | 1984          | Spieler  |
| Chris Pronger  | 2015          | Spieler  |
| Mark Recchi    | 2017          | Spieler  |
| Jeremy Roenick | 2024          | Spieler  |
| Fred Shero     | 2013          | Trainer  |
| Darryl Sittler | 1989          | Spieler  |
| Allan Stanley  | 1981          | Spieler  |

### Gesperrte Trikotnummern
| Nr. | Name               | Sperrungsdatum             |
| 1   | Bernie Parent      | 11. Oktober 1979           |
| 2   | Mark Howe          | 6. März 2012               |
| 4   | Barry Ashbee       | 3. April 1975              |
| 7   | Bill Barber        | 11. Oktober 1990           |
| 16  | Bobby Clarke       | 15. November 1984          |
| 31  | Per-Eric Lindbergh | nicht offiziell            |
| 88  | Eric Lindros       | 18. Januar 2018            |
| 99  | Wayne Gretzky      | 6. Februar 2000 (ligaweit) |

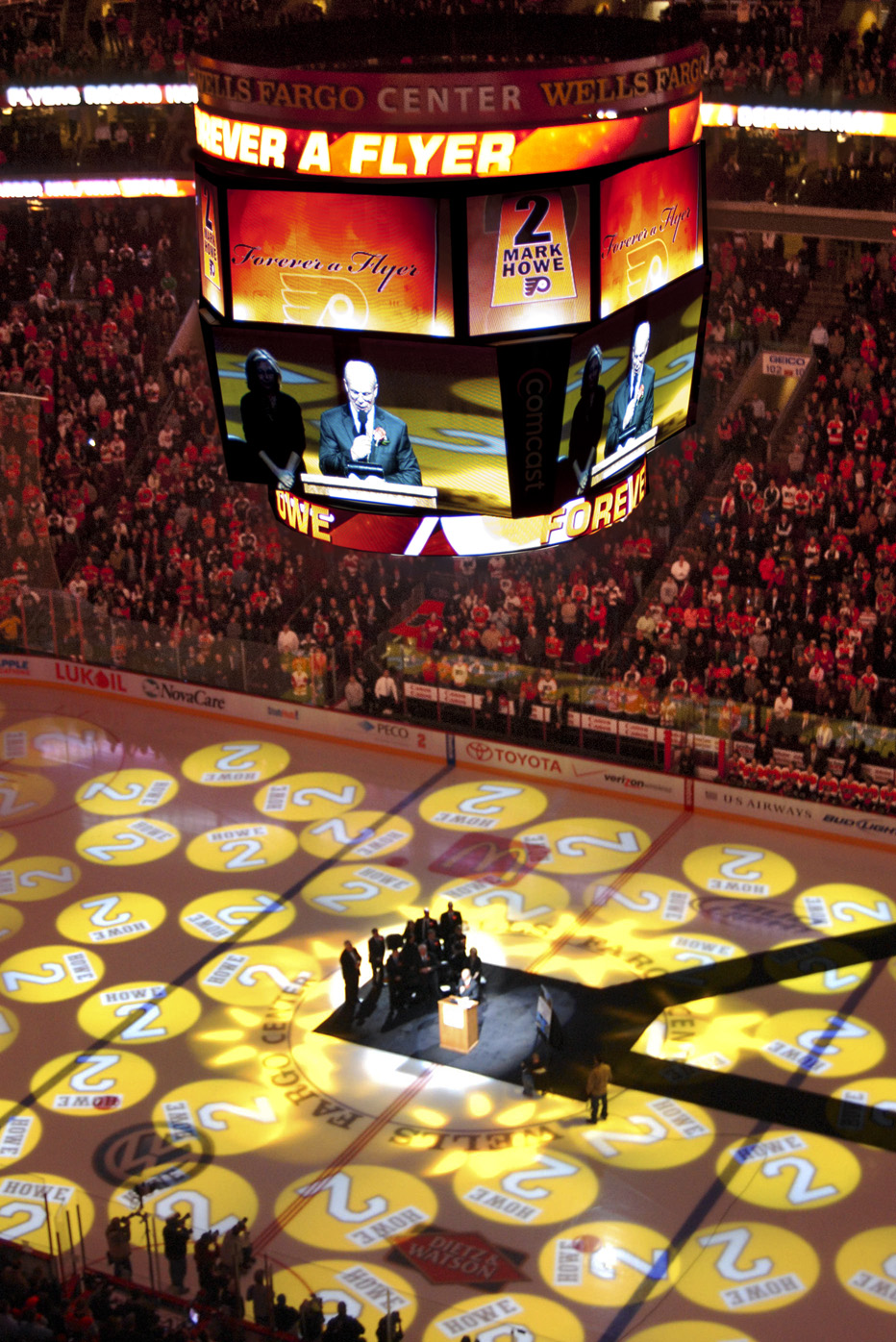
Mark Howe am Rednerpult während seiner Ehrung am 6. März 2012

In der nordamerikanischen Profi-Eishockeyliga NHL werden besonders verdiente Spieler geehrt, indem ihre Trikotnummern nach Beendigung ihrer Karriere nicht erneut vergeben werden. Normalerweise erfolgt diese Ehrung im Zuge einer feierlichen Zeremonie, die zumeist vor einem Ligaspiel abgehalten und in deren Verlauf zunächst an die Leistungen des geehrten Spielers erinnert wird. Abschließend wird symbolisch ein in den Vereinsfarben gehaltenes Banner an die Stadiondecke gezogen, auf dem die Trikotnummer und der Name des entsprechenden Spielers verzeichnet sind. Dort verbleibt das Banner bis zum Erlöschen des Franchise, also oft über Jahrzehnte hinweg.
In ihrer Geschichte haben die Philadelphia Flyers bisher sechs Trikotnummern offiziell gesperrt. Zudem wird eine weitere inoffiziell nicht mehr vergeben und eine Nummer wurde ligaweit gesperrt. Erstmals wurde mit der Trikotnummer 4 von Barry Ashbee am 3. April 1975 eine Trikotnummer der Philadelphia Flyers offiziell gesperrt. Ashbee musste 1974 seine Karriere beenden, nachdem er sich in den Playoffs eine schwere Augenverletzung zugezogen hatte. Kurz danach erkrankte Ashbee auch noch an Leukämie und verstarb kurz darauf.
Vier Jahre später wurde diese Ehre auch Bernie Parent, dem Torwart, der das Team zweimal zum Stanley Cup geführt hatte, zuteil. Bobby Clarke war in den großen Jahren der Flyers der Führungsspieler des Teams und auch dessen Kapitän. In der Saison, in der er die Position des General Managers bei den Flyers übernahm, nahm das Team auch seine Nummer 16 aus der Vergabe. Bill Barber, der in zwölf Jahren 420 Tore für die Flyers erzielt hatte, wurde wegen seiner herausragenden Leistungen als Linksaußen geehrt.
Anschließend sperrten die Philadelphia Flyers am 6. März 2012 die Nummer 2 von Mark Howe, welcher von 1982 bis 1992 für das Franchise als Verteidiger aktiv war. Damit wurde erstmals einem US-Amerikaner diese Ehre zuteil. Zuletzt folgte Eric Lindros mit seiner Nummer 88. Inoffiziell ist die Nummer 31 von Per-Eric Lindbergh gesperrt, der 1985 bei einem selbst verschuldeten Autounfall ums Leben kam und zuvor herausragende Leistungen im Tor geboten hatte. Die Rückennummer Lindberghs hat seitdem kein Spieler mehr getragen. Des Weiteren wird die berühmte Rückennummer 99 des Kanadiers Wayne Gretzky nicht mehr an einen Spieler vergeben, da sie seit dem 6. Februar 2000 offiziell durch die Liga gesperrt ist.

### Top-10-Wahlrechte im NHL Entry Draft
| Name           | Jahr | Draft-Position |
| Bob Currier    | 1969 | 6.             |
| Larry Wright   | 1971 | 8.             |
| Pierre Plante  | 1971 | 9.             |
| Bill Barber    | 1972 | 7.             |
| Mel Bridgman   | 1975 | 1.             |
| Behn Wilson    | 1978 | 6.             |
| Ken Linseman   | 1978 | 7.             |
| Ron Sutter     | 1982 | 4.             |
| Mike Ricci     | 1990 | 4.             |
| Peter Forsberg | 1991 | 6.             |

| Name               | Jahr | Draft-Position |
| Ryan Sittler       | 1992 | 7.             |
| Joni Pitkänen      | 2002 | 4.             |
| James van Riemsdyk | 2007 | 2.             |
| Sean Couturier     | 2011 | 8.             |
| Iwan Proworow      | 2015 | 7.             |
| Nolan Patrick      | 2017 | 2.             |
| Cutter Gauthier    | 2022 | 5.             |
| Matwei Mitschkow   | 2023 | 7.             |
| Porter Martone     | 2025 | 6.             |

Die Spieler der frühen Draftjahre 1963 bis 1968 sind hier nicht aufgeführt.

### Franchise-Top-Punktesammler
Die zehn besten Punktesammler in der Geschichte des Franchise bis zum Ende der regulären Saison 2024/25 und der Playoffs 2025.
Abkürzungen: Pos = Position, GP = Spiele, G = Tore, A = Vorlagen, Pts = Punkte, P/G = Punkte pro Spiel
| Name          | Pos | Saison                  | GP   | G   | A   | Pts  | P/G  |
| Bobby Clarke  | C   | 1969/70–1983/84         | 1144 | 358 | 852 | 1210 | 1,05 |
| Claude Giroux | C   | 2007/08–2021/22         | 1000 | 291 | 609 | 900  | 0,90 |
| Bill Barber   | LW  | 1972/73–1983/84         | 903  | 420 | 463 | 883  | 0,97 |
| Brian Propp   | LW  | 1979/80–1989/90         | 790  | 369 | 480 | 849  | 1,07 |
| Rick MacLeish | C   | 1970/71–1980/81 1983/84 | 741  | 328 | 369 | 697  | 0,94 |
| Eric Lindros  | C   | 1992/93–2000/01         | 486  | 290 | 369 | 659  | 1,35 |
| Tim Kerr      | RW  | 1980/81–1990/91         | 601  | 363 | 287 | 650  | 1,08 |
| John LeClair  | LW  | 1994/95–2003/04         | 649  | 333 | 310 | 643  | 0,99 |
| Mark Recchi   | RW  | 1991/92–1994/95         | 602  | 232 | 395 | 627  | 1,04 |
| Mark Recchi   | RW  | 1998/99–2003/04         | 602  | 232 | 395 | 627  | 1,04 |
| Jakub Voráček | RW  | 2011/12–2020/21         | 727  | 177 | 427 | 604  | 0,83 |

| Name          | Pos | GP  | G  | A  | Pts | P/G  |
| Bobby Clarke  | C   | 136 | 42 | 77 | 119 | 0,87 |
| Brian Propp   | LW  | 116 | 52 | 60 | 112 | 0,96 |
| Bill Barber   | LW  | 129 | 53 | 55 | 108 | 0,83 |
| Rick MacLeish | C   | 108 | 53 | 52 | 105 | 0,97 |
| John LeClair  | LW  | 116 | 35 | 39 | 74  | 0,63 |
| Claude Giroux | C   | 85  | 25 | 48 | 73  | 0,86 |
| Daniel Brière | RW  | 68  | 37 | 35 | 72  | 1,06 |
| Tim Kerr      | RW  | 73  | 39 | 31 | 70  | 0,95 |
| Reggie Leach  | RW  | 91  | 47 | 22 | 69  | 0,75 |
| Rick Tocchet  | RW  | 95  | 27 | 33 | 60  | 0,63 |

### Bekannte ehemalige Spieler
- Brian Boucher (1999/2000 bis 2001/02)
- Donald Brashear (2001/02 bis 2005/06)
- Daniel Brière (2006/07 bis 2012/13)
- Rod Brind’Amour (1991/92 bis 1999/2000)
- Éric Desjardins (1994/95 bis 2005/06)
- Peter Forsberg (2005/06 bis 2006/07)
- Ron Hextall (1986/87 bis 1991/92, 1994/95 bis 1998/99)
- Mark Howe (1982/83 bis 1991/92)
- Reggie Leach (1974/75 bis 1981/82)
- John LeClair (1994/95 bis 2004/05)
- Eric Lindros (1992/93 bis 2000/01)
- Dave Poulin (1983/84 bis 1989/90)
- Keith Primeau (1999/2000 bis 2004/05)
- Brian Propp (1979/80 bis 1989/90)
- Mark Recchi (1991/92 bis 1994/95, 1998/99 bis 2004/05)
- Jeremy Roenick (2001/02 bis 2004/05)
- Dave Schultz (1972/73 bis 1975/76)
- Dennis Seidenberg (2002/03 bis 2005/06)
- Garth Snow (1995/96 bis 1997/98)